# Heinrich der Glïchezäre

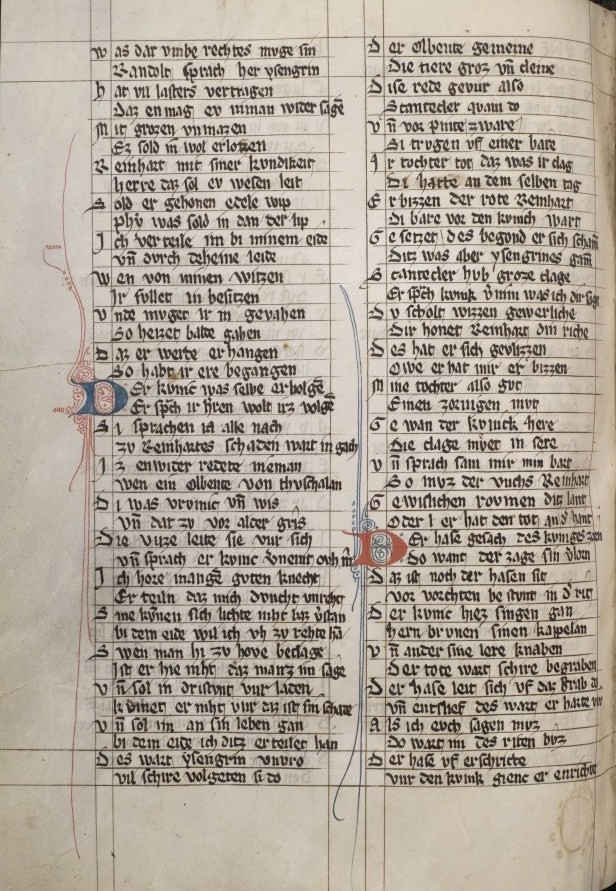
Heinrich der Elsässer o der Gleißner: Reinhart Fuchs (h. 1192), manuscrito datado hacia 1320-1330, biblioteca de la Universidad de Heidelberg, Cpg 341, 176v.

Heinrich der Glïchezäre (esto es, el hipócrita, en el sentido de uno que adopta un nombre extraño o seudónimo; también es conocido como Heinrich der Gleißner) fue un poeta alto alemán medio de Alsacia, autor de un poema narrativo, Reinhart Fuchs (Reinardo), el poema épico de animales más antiguo que se conserva en alemán. 
La fecha de su composición es alrededor del año 1180. Se basa en un poema francés, parte de un extenso Roman de Renart, pero más antiguo que cualquiera de las ramas de este romance que han llegado a los tiempos modernos. Del poema alemán en su forma original titulado Isengrïnes nöt (el problema de Isengrin), sólo se han conservado unos pocos fragmentos en un manuscrito mutilado descubierto en 1839 en Melsungen, ciudad de Hesse. Se conserva una versión íntegra realizada por mano desconocida en el siglo XIII y conservada en dos manuscritos, uno en Heidelberg y otro que pertenece a la biblioteca episcopal de Kalocsa. Esta versión es muy fiel, los cambios efectuados se relacionan aparentemente sólo con la forma y la versificación. Su título es Reinhart Fuchs. 
Al comienzo de este poema el zorro está muy lejos de ser un impostor de éxito, generalmente le aventajan animales más débiles. Pero más tarde cambia. Reinardo gasta bromas escanadalosas a la mayoría de los animales, especialmente a Isengrin, el lobo, pero elude el castigo curando a un león enfermo. Esto lo logra el zorro a costa de sus adversarios. Al final, envenena al león, su benefactor, y el poema se cierra con una reflexión sobre el éxito que obtienen las artimañas y la falsedad mientras que la honestidad queda sin recompensa.
La historia se cuenta en una manera sencilla y directa; comparada con el modelo francés, el poema alemán muestra abreviaciones así como adiciones, de manera que no es una simple traducción. El orden en el que los diferentes incidentes están relacionados también cambia, y no faltan toques ocasionales de sátira. El poema de Glïchezäre es el único poema épico de animales de la literatura en alto alemán medio. Las famosas versiones posteriores de este material están en bajo alemán. Es en una de estas versiones posteriores en la que se basó Goethe para su Reineke Fuchs. El poema completo, del manuscrito de Heidelberg, fue editado por Jacob Grimm con el título de Reinhart Fuchs (Berlín,1834), y junto con los fragmentos más antiguos por K. Reissenberger en Paul's Altdeutsche Textbibliothek, VII (Halle, 1886). El manuscrito Kalocsa fue publicado por Mailáth y Köffinger (Budapest, 1817). Se encuentran selecciones en la obra de P. Piper titulada Die Spielmannsdichtung (en Kurschner, Deutsche National literatur, II), pt. I, 287-315.
En esta obra aparece por vez primera una expresión que se ha hecho proverbial en alemán e inglés, Blut ist dicker als Wasser, la sangre es más espesa que el agua. Significa en términos generales que los lazos de familia y antepasados comunes son más fuertes que los que se crean entre personas sin lazos de sangre, como los amigos.